# じん
じん（1990年10月20日 - ）は、日本のミュージシャン・音楽プロデューサー・ボカロP・歌手・小説家・脚本家。
所属レーベルはVirgin Music。アーチ株式会社がマネジメントを担う。

## 略歴
北海道利尻島出身。キーボーディストの叔父の影響を受け、6歳からキーボードを始める。
2011年よりニコニコ動画にて自身の楽曲を公開し始め、歌詞のストーリーがリンクした一連の作品『カゲロウプロジェクト』を発表した。2012年に同シリーズの小説である『カゲロウデイズ -in a daze-』執筆。
2012年5月30日に1stアルバム『メカクシティデイズ』を発売し、オリコンウィークリー初登場6位。ファーストシングル「チルドレンレコード」はオリコンウィークリー初登場3位、「第27回日本ゴールドディスク大賞」ベスト5ニュー・アーティストを受賞。
2013年5月29日に発売された2ndアルバム『メカクシティレコーズ』はオリコンウィークリー初登場1位を獲得。
2014年5月に、7月31日発売のPS Vita「IA/VT -COLORFUL-」の主題歌、「Inner Arts」をニコニコ動画で公開。また、2014年4月〜同年6月に放送されたアニメ『メカクシティアクターズ』では全話脚本を担当している。
そのアニメの主題歌であるシングル「daze / days」を6月18日に発売。また、これまでのようなボーカロイドではなく、はじめてヴォーカリストを起用している。
2016年、6月15日発売の月刊コミックジーン7月号より、沙雪とのユニット「ZOWLS」として「NIRVANA-ニルヴァーナ-」の連載を開始。
2018年11月7日に5年半ぶりとなる3rdアルバム『メカクシティリロード』を発売。
2020年、テレビアニメ「LISTENERS リスナーズ」にストーリー原案、脚本、主題歌全曲の作詞・作曲・プロデュースとして参加。
2021年、YouTubeチャンネルを開設。活動10周年を記念して、本人歌唱によるミニアルバム『アレゴリーズ』の発売決定を告知。
2023年、テレビアニメ「カミエラビ」にシリーズ構成・脚本として参加。
2025年、ボーカロイドを起用した12年ぶりの3rdフルアルバム『BLUE BACK（ブルー・バック）』をリリース。

## ディスコグラフィー
最高位は、オリコンウィークリーチャートに基づく。

### シングル
| 枚  | 発売日        | タイトル           | 規格                   | 規格品番                      | 最高位 |
| --- | ------------- | ------------------ | ---------------------- | ----------------------------- | ------ |
| 1st | 2012年8月15日 | チルドレンレコード | 初回生産限定盤 通常盤  | MHCL-2110 MHCL-2113           | 3位    |
| 2nd | 2014年6月18日 | daze/days          | 初回生産限定盤A 通常盤 | ZMCL-1001 ZMCL-1005 ZMCL-1009 | 3位    |

### スプリットシングル
| 枚  | 発売日        | タイトル                   | 規格                                   | 規格品番                      | 最高位 |
| --- | ------------- | -------------------------- | -------------------------------------- | ----------------------------- | ------ |
| 1st | 2012年8月29日 | ODDS&ENDS/Sky of Beginning | 初回生産限定盤A 初回生産限定盤B 通常盤 | MHCL-2127 MHCL-2130 MHCL-2133 | 14位   |

### タイアップシングル
| 枚  | 発売日         | タイトル                                 | 規格 | 規格品番  | 最高位 |
| --- | -------------- | ---------------------------------------- | ---- | --------- | ------ |
| 1st | 2012年11月28日 | ワールド・コーリング/LIVEDRIVE - IA×じん | CD   | MHCL-2173 | 32位   |

### 配信限定シングル
| 発売日         | タイトル                     | レーベル     |
| -------------- | ---------------------------- | ------------ |
| 2021年4月2日   | チルドレンレコード (Re:boot) | Virgin Music |
| 2021年8月15日  | 後日譚                       | Virgin Music |
| 2022年1月21日  | 消えろ                       | Virgin Music |
| 2022年2月16日  | GURU                         | Virgin Music |
| 2022年8月24日  | ヘンシン                     | Virgin Music |
| 2023年10月1日  | NEO                          | Virgin Music |
| 2024年10月3日  | Summering                    | Virgin Music |
| 2024年12月11日 | イライラしている！           | Virgin Music |
| 2025年1月29日  | Worlders                     | Virgin Music |

### アルバム
| 枚  | 発売日        | タイトル                                                                                 | 規格                           | 規格品番                         | 最高位 |
| --- | ------------- | ---------------------------------------------------------------------------------------- | ------------------------------ | -------------------------------- | ------ |
| 1st | 2012年5月30日 | メカクシティデイズ                                                                       | CD                             | MHCL-2072/3                      | 6位    |
| 2nd | 2013年5月29日 | メカクシティレコーズ                                                                     | 初回生産限定盤 通常盤          | MHCL-2278 MHCL-2281              | 1位    |
| 3rd | 2015年4月1日  | MEKAKUCITY M's COMPLETE BOX ～メカクシティアクターズ・ヴォーカル&サウンド コレクション～ | 完全生産限定版 通常盤          | ZMCL-1018 ZMCL-1023              | 14位   |
| 4th | 2015年6月3日  | MEKAKUCITY M's 2 メカクシティアクターズ・ヴォーカル&サウンド コレクション                | CD                             | ZMCL-1025/6                      | - -    |
| 5th | 2018年11月7日 | メカクシティリロード                                                                     | 初回限定盤A 初回限定盤B 通常盤 | TYCT-69133 TYCT-69134 TYCT-69136 | 9位    |
| 6th | 2025年2月19日 | BLUE BACK                                                                                | 初回限定盤 通常盤              | TYCT-69340/1 TYCT-60244          | 15位   |

### ミニアルバム
| 枚  | 発売日        | タイトル     | 規格                           | 規格品番                         | 最高位 |
| --- | ------------- | ------------ | ------------------------------ | -------------------------------- | ------ |
| 1st | 2022年2月16日 | アレゴリーズ | 初回限定盤A 初回限定盤B 通常盤 | TYCT-69222 TYCT-69224 TYCT-60188 | - -    |

### DVD
| 枚  | 発売日         | タイトル                         | 規格                              | 規格品番                 | 最高位 |
| --- | -------------- | -------------------------------- | --------------------------------- | ------------------------ | ------ |
| 1st | 2013年12月18日 | ライブインメカクシティ SUMMER'13 | 初回生産限定盤 通常盤DVD 通常盤BD | MHXL-17 MHBL-253 MHXL-19 | 168位  |
| 2nd | 2014年1月1日   | MEKAKUCITY V's                   | 初回生産限定盤 通常盤DVD 通常盤BD | MHXL-20 MHBL-254 MHXL-22 | 16位   |

### コンピレーション
| 発売日         | タイトル                                               | 収録曲                                    |
| -------------- | ------------------------------------------------------ | ----------------------------------------- |
| 2011年12月7日  | VOCAROCK collection 3 feat. 初音ミク                   | カゲロウデイズ                            |
| 2012年1月18日  | EXIT TUNES PRESENTS Vocalodream feat.初音ミク          | カゲロウデイズ                            |
| 2012年3月14日  | V love 25 ～Brave Heart～                              | ヘッドフォンアクター                      |
| 2012年4月18日  | 少女戦争｜ＡＲＭＳ                                     | ムラクモガール                            |
| 2012年4月25日  | IA／01-BIRTH-                                          | 日本橋高架下R計画                         |
| 2012年6月27日  | IA THE WORLD ～光～                                    | キャプテンリトル                          |
| 2012年7月4日   | EX: P3 ～Ex: Producers3～                              | カラーインデックス                        |
| 2012年7月8日   | 色彩音楽イロドリティ                                   | ひまわり日和                              |
| 2012年8月1日   | 初音ミク 5thバースデー ベスト〜impacts〜               | カゲロウデイズ                            |
| 2012年8月1日   | 初音ミク 5thバースデー ベスト〜memories〜              | カゲロウデイズ                            |
| 2012年9月19日  | V love 25 -Desire-                                     | 如月アテンション                          |
| 2012年11月28日 | VOCAROCK collection 4 feat. 初音ミク                   | 僕らに喜劇を見せてくれ                    |
| 2012年12月29日 | TamStar Records presents ALL VOCALOID ATTACK ＃1       | シンデレラ・デリバリィ                    |
| 2013年1月30日  | IA/02 -COLOR-                                          | アメリカ！~We are all right~              |
| 2013年2月27日  | ALL VOCALOID ATTACK #1                                 | シンデレラ・デリバリィ                    |
| 2013年3月27日  | VOCALOID3 meets TRF                                    | BOY MEETS GIRL                            |
| 2013年7月3日   | VOCAROCK collection loves IA                           | キャプテンリトル ～スーパーヒーローver.～ |
| 2013年10月2日  | VOCALOID 超BEST MEMORIES                               | チルドレンレコード                        |
| 2013年10月2日  | VOCALOID 超BEST IMPACTS                                | カゲロウデイズ                            |
| 2013年10月30日 | CiRCUiT BEATS SUPER GT 20th ANNIVERSARY                | アメリカ ~We are all right!~              |
| 2013年12月25日 | VOCAROCK collection 5 feat.初音ミク                    | シンデレラ・デリバリィ                    |
| 2017年3月29日  | AKG TRIBUTE                                            | Re:Re:                                    |
| 2018年1月10日  | HATSUNE MIKU 10th ANNIVERSARY SONGS -ミラクルミライ-   | ミリオン/ワンズ                           |
| 2023年12月22日 | ポケモン feat. 初音ミク Project VOLTAGE 18 Types/Songs | JUVENILE                                  |

## 楽曲提供

### アーティスト
| 発売日         | タイトル                       | アーティスト               |
| -------------- | ------------------------------ | -------------------------- |
| 2012年6月6日   | キミノメヲ                     | そらる                     |
| 2012年8月15日  | Dream Driver                   | 中川翔子                   |
| 2012年12月31日 | QUEST                          | てん・月葉・灯油・びびあん |
| 2012年12月31日 | サンライズ・バトラー           | 灯油                       |
| 2013年2月20日  | ミライボイジャー               | 平野綾                     |
| 2013年7月24日  | アイヲウタエ                   | 春奈るな                   |
| 2015年3月4日   | ANTIHERO                       | LiSA                       |
| 2015年5月27日  | Rally Go Round                 | LiSA                       |
| 2016年4月21日  | DI-DO-DA-DU-LA                 | 感傷ベクトル               |
| 2017年7月14日  | NIRVANA                        | Lia                        |
| 2017年10月4日  | プルメリア                     | 奥井亜紀                   |
| 2017年10月4日  | if                             | ⽉城遥⼈（CV:島﨑信長）    |
| 2017年12月13日 | ファンファン！メロディ♪        | どうぶつビスケッツ         |
| 2017年12月13日 | なかよしマーチ                 | かばんとサーバル           |
| 2018年3月21日  | Halation                       | 灯油                       |
| 2018年7月25日  | vital                          | 遠藤正明                   |
| 2018年12月19日 | 「Q」&「A」                    | 鹿乃                       |
| 2019年3月6日   | 群青のムジカ                   | そらる                     |
| 2019年3月14日  | 星をつなげて                   | Gothic×Luck                |
| 2019年5月29日  | Life is tasty!                 | 燦鳥ノム                   |
| 2019年6月27日  | Clover Days                    | Clover                     |
| 2019年7月17日  | 幻日                           | そらる                     |
| 2019年10月18日 | T.A.O.                         | 洛天依                     |
| 2020年4月3日   | Into the blue’s                | ACCAMER                    |
| 2020年5月21日  | はじまる。                     | ミイ（Mewtral）            |
| 2020年5月27日  | Song of LISTENERS:side Goodbye | ミュウ（CV:高橋李依）      |
| 2020年6月24日  | Song of LISTENERS:side Hello   | ミュウ（CV:高橋李依）      |
| 2020年6月30日  | アフタースクールフィーバー     | Portraits                  |
| 2020年7月10日  | stay night                     | ACCAMER                    |
| 2020年8月6日   | ∞ (unlimited)                  | Mewtral                    |
| 2020年8月6日   | パラレルロード                 | Mewtral                    |
| 2020年10月18日 | ステラ                         | Leo/need × 初音ミク        |
| 2020年11月25日 | オントロジー                   | Rain Drops                 |
| 2020年11月25日 | 雨言葉                         | Rain Drops                 |
| 2021年2月24日  | 虚                             | ジェル                     |
| 2021年5月26日  | ハルガレ                       | MARiA                      |
| 2021年7月21日  | 101                            | 三月のパンタシア           |
| 2021年9月22日  | エンターテイナー               | Rain Drops                 |
| 2022年7月6日   | Piece Piece Piece              | 浦島坂田船                 |
| 2022年8月7日   | Hurrah!!                       | にじさんじ                 |
| 2022年8月9日   | 未だ、青い                     | 湊あくあ                   |
| 2022年12月21日 | FROG MAN                       | すとぷり                   |
| 2023年1月25日  | Newton                         | 星街すいせい               |
| 2023年6月16日  | ゲーム・ボーイ・アワー         | 社築                       |
| 2023年7月12日  | ＋（プラス）                   | 浦島坂田船                 |
| 2023年7月21日  | Liberty & Freedom              | 葛葉                       |
| 2023年8月9日   | 轍                             | Qlover                     |
| 2023年8月31日  | 燦々                           | Afterglow                  |
| 2024年3月13日  | 誰も知らない歌                 | 原因は自分にある。         |
| 2024年3月13日  | おらくる                       | 天音かなた                 |
| 2024年6月5日   | SOUP                           | VΔLZ                       |
| 2024年7月22日  | DAIDAIDAIファンタジスタ        | さくらみこ                 |
| 2024年9月11日  | ひっひっふー                   | しぐれうい                 |
| 2024年11月27日 | ファミリア                     | にじさんじ                 |
| 2025年4月26日  | シオン                         | 紫咲シオン                 |
| 2025年5月25日  | Stay High!!                    | いれいす                   |
| 2025年8月1日   | Star-mine                      | Begrazia                   |

### 参加作品
| 発売日        | タイトル                 | コラボ          | 担当         |
| ------------- | ------------------------ | --------------- | ------------ |
| 2014年8月20日 | ハチビットサイダー       | ラムネ（村人P） | リミックス   |
| 2015年6月3日  | 少年ブレイヴ feat.きみコ | nano.RIPE       | 作詞・作曲   |
| 2016年4月21日 | ストロボライツ           | 感傷ベクトル    | リアレンジ   |
| 2023年3月19日 | 新人類 feat.鏡音レン     | まらしぃ        | 作詞・作曲   |
| 2023年4月26日 | アマツキツネ             | まらしぃ        | ギター       |
| 2024年5月22日 | 絶対零度                 | なとり          | ギター＆編曲 |
| 2024年7月24日 | 光                       | DUSTCELL        | ギター＆編曲 |

### タイアップ
| 発売日         | タイトル             | タイアップ                                                                         |
| -------------- | -------------------- | ---------------------------------------------------------------------------------- |
| 2012年11⽉28⽇ | ワールド・コーリング | VOICE FES 2012 presented by NTT Communications テーマソング                        |
| 2012年11⽉28⽇ | LIVEDRIVE            | Super GT500 LEXUS Team SARD×IA サポーターズソング                                  |
| 2014年11⽉5⽇  | Inner Arts           | PlayStation Vita⽤ゲーム「IA/VT-COLORFUL-」主題歌                                  |
| 2018年3⽉28⽇  | Euphoria             | 第30回「国際情報オリンピック⽇本大会」テーマソング                                 |
| 2021年8月15日  | 後日譚               | アルファポリス テレビCMソング                                                      |
| 2021年12⽉28⽇ | 逆光同盟             | Nintendo Switch版「被虐のノエル」主題歌                                            |
| 2022年11月18日 | 3番目の魔法          | コミック「黒髪巫女とマリアウィッチ」イメージテーマソング                           |
| 2023年10月1日  | NEO                  | ゲーム「プロジェクトセカイ カラフルステージ！ feat. 初音ミク」アニバーサリーソング |
| 2025年1月29日  | Worlders             | 映画「劇場版プロジェクトセカイ 壊れたセカイと歌えないミク」エンディング主題歌      |

## 脚本
- メカクシティアクターズ（2014年）- 原案・脚本
- LISTENERS リスナーズ（2020年）- ストーリー原案・脚本
- カミエラビ（2023年・2024年）- シリーズ構成・脚本

## 文芸

### 漫画
- 「NIRVANA-ニルヴァーナ」1～4巻 - 原作（ZOWLS名義）
- 「カゲロウデイズ」1～13巻 - 原作

### 小説
- 「カゲロウデイズ」1～8巻 - 執筆
- 「小説 GAMERA -Rebirth-」上～下巻（瀬下寛之との共同執筆）

### WEB
- 「ポケモンカードゲーム イラストストーリー」特別編『グレイシア』

## 出演

### ライブ
- 2013年4月14日～21日 - ライブ・イン・メカクシティ
- 2013年6月29日 - ライブ・イン・メカクシティ 上映＆座談会
- 2013年8月15日 - ライブ・イン・メカクシティ SUMMER'13
- 2016年4月21日 - EDWORD RECORDS Presents Worded Geeks Vol.1

### イベント
- 2012年8月25日 - Voca Nico Night -Live Stage-
- 2012年11月28日 - VOICE FES 2012
- 2013年4月27日 - ニコニコ超パーティー II ～First Night Carnival～
- 2013年8月15日 - BREAK OUT祭2013
- 2013年12月30日 - COUNTDOWN JAPAN 13/14 ASTRO ARENA
- 2014年8月14日～15日 - MAKE a MEKAKUCITY
- 2015年12月28日 - COUNTDOWN JAPAN 15/16 MOON STAGE
- 2022年12月2日 - アニソン派！vol.9
- 2023年7月2日 ‐ Anime Expo 2023（※現地日付）
- 2025年2月17日 -【DigiFES2024】じん(自然の敵P)が語りつくす！！ボカロ×DTM スペシャルトークショー

### テレビ・ラジオ
- 2013年5月31日・7月5日・10月4日～25日・11月22日 - テレビ東京系「超流派」
- 2013年6月4日 - ニッポン放送「ミュ〜コミ+プラス」
- 2013年9月5日 - テレビ朝日系「Break Out」
- 2013年9月11日 - テレビ東京系「ドリームクリエイター」
- 2013年10月16日 - NHK Eテレ「Rの法則」
- 2021年9月7日 - FM897「sajou no hanashi」
- 2022年2月18日 - NHK-FMラジオ「ミュージックライン」
- 2025年2月17日 - ZIP-FM「MAGIC JAM」
- 2025年2月21日 - NHK-FM「ミュージックライン」
- 2025年2月22日 - FM802「802 Palette」
- 2025年2月24日 - KBCラジオ「KBC MUSIC PROGRAM "FUZZ"」
- 2025年3月2日 - AIR-G’FM北海道「Creative Circus powered by AWA」
- 2025年3月8日 - FM NACK5「ウォルピスカーターの社長室からお送りします。」
- 2025年3月12日 - FM NORTH WAVE「RADIO GROOVE」
- 2025年3月14日～21日 - ニッポン放送「七海うららのパラレルーム」
- 2025年3月20日 - FM大阪「おふらじ!EX」
- 2025年3月26日 - LOVE FM「music×serendipity」
- 2025年7月26日 - 文化放送「Snow Man 佐久間大介の待って、無理、しんどい、、」

### 雑誌・書籍
- 2012年7月31日 - 別冊spoon.2Di
- 2013年1月31日 - 別冊カドカワ
- 2013年6月12日 - QuickJapan 108号
- 2014年4月3日 - 柴那典「初音ミクはなぜ世界を変えたのか？」
- 2014年4月12日 - QuickJapan 113号（朝井リョウとの対談）
- 2014年11月14日 - 新しい音楽とことば
- 2025年2月4日 - 日経エンタテインメント！2025年3月号
- 2025年2月10日 - アニメディア 2025年3月号
- 2025年2月21日 - ぴあMUSIC COMPLEX（PMC）Vol.35
- 2025年3月10日 - ニュータイプ 2025年4月号
- 2025年7月18日 - CUT 2025年8月号

### Webラジオ
- じんぱいんらじお

### インタビュー
- “じん（自然の敵P）「チルドレンレコード」インタビュー”. 音楽ナタリー. 2012年8月17日閲覧。
- “スプリットシングル「ODDS & ENDS」ryo＆じん（自然の敵P）インタビュー”. 音楽ナタリー. 2012年8月31日閲覧。
- “じん（自然の敵P）「メカクシティレコーズ」インタビュー”. 音楽ナタリー. 2013年5月29日閲覧。
- “田口囁一（感傷ベクトル）×じん対談”. 音楽ナタリー. 2014年5月27日閲覧。
- “『カゲプロ』作者じん ロングインタビュー 「大人を喜ばせてもしょうがない」”.   KAI-YOU. 2016年11月15日閲覧。
- “マルチクリエイター・じんさんインタビュー「アルバイトや就職を経験していなかったら、僕は作曲家にはなれなかったと思う」”.   TOWN WORK マガジン. 2018年11月6日閲覧。
- “じん　5年半の時を経て「カゲプロ」を再装填させた理由”.   音楽ナタリー. 2018年11月29日閲覧。
- “10周年を迎えたカゲロウプロジェクトの生みの親『じん（自然の敵P）』から聞いた、ボーカロイド作曲驚きの誕生秘話とは！？”.   MAGAマガジン. 2021年12月7日閲覧。
- “音楽家、小説家、脚本家 ネット・カルチャーの革命児 じんが初めて自身の歌で完成させた短編寓話集『アレゴリーズ』で目指したもの”.   Skream!. 2022年2月15日閲覧。
- “じん 1stミニアルバム『アレゴリーズ』リリース “作品を作り続ける理由”を赤裸々に語る”.   Billboard JAPAN. 2022年2月16日閲覧。
- “本人歌唱によって生まれた新たな可能性――“じん”活動10周年ミニアルバム『アレゴリーズ』に込められた創作の原点と挑戦”.   リスアニ！WEB. 2022年2月16日閲覧。
- “じん「良いといってもらえると生きた心地がする」音楽を続ける理由”.   MusicVoice. 2022年2月16日閲覧。
- “じん、10年間出せなかったパーソナルな音楽表現　本人歌唱が生んだシンガーソングライターとしての転機”.   Real Sound. 2022年2月16日閲覧。
- “アーティスト・クリエイター・じんさん1stミニアルバム「アレゴリーズ」リリース記念インタビュー｜初となるご自身全曲歌唱のミニアルバムは“原点回帰かつ挑戦”の作品に”.   アニメイトタイムズ. 2022年2月19日閲覧。
- “ボカロPに直撃！　“じん”さんが語る“Leo/need”（レオニ）と、オリジナル楽曲『ステラ』について！”.   コロコロオンライン. 2022年5月30日閲覧。
- “圧倒的違和感のCG”、予測絶対不可能な「デスポップ」を描くための「誰も言わない言葉」の紡ぎ方――TVアニメ『カミエラビ』監督：瀬下寛之×脚本：じん　スペシャル対談リスアニ！.2023年11月24日閲覧。
- じん（ボカロP）『プロセカ』の3年間とボカロの歩みへの思い日経XTREND.2023年11月24日閲覧。
- sasakure.UK×じん 「プロセカを知らない人にも観てほしい映画」 INTERVIEW.STREAM.2025年2月10日閲覧
- 【インタビュー】じん、12年ぶりボーカロイド起用フルアルバム『BLUE BACK』に全11色の青「青春時代にとどめを」.BARKS.2025年3月12日閲覧
- カゲプロを生んだボカロP・じん「雰囲気で言葉を選ばない」「インプットに時間をかける」作詞術を語る――『サマータイムレコード』や『Summering』…代表曲の初出し裏話も.ニコニコニュース オリジナル.2025年3月12日閲覧
- じん『BLUE BACK』インタビュー――12年ぶりのアルバムは、じんの贈る"青さ"を紡いだ珠玉の作品集.encore.2025年3月12日閲覧
- 【2025最新】ゲーム大好きアーティスト（広義）17人に聞く！ハマっているゲーム&お気に入り使用機材アンケート調査.Plug+（プラグ・プラス） by Rittor Music.2025年5月8日閲覧